# 湖南町舟津
湖南町舟津（こなんまち ふなつ）は、福島県郡山市の大字である。郵便番号は963-1411。

## 地理
郡山市南西部の湖南地区に属する。北側で猪苗代湖に面し、東で湖南町舘、南で湖南町中野、湖南町三代、西で湖南町福良とそれぞれ隣接する。また中川に沿い上流側に位置する三森峠側に飛び地があり、南西で湖南町中野、北で湖南町舘、東で逢瀬町多田野、南で三穂田町富岡と隣接する。概ね町村制施行以前の安積郡舟津村の流れを汲む地域である。一級水系阿賀野川水系舟津川下流域と右岸支流の中川上流域を主な範囲とする。猪苗代湖に面する北側は舟津川東側を中心とする湖沿いの平地に水田が広がり、福島県道9号猪苗代湖南線沿いに集落が位置する。湖南町福良に所在する郡山北警察署福良駐在所（字鬼沼）または湖南町舟津に所在する舟津駐在所（その他全域）、及び湖南町三代に所在する郡山消防署湖南分署がそれぞれ管轄にあたる。

### 主な字
字
- 浜前
- 片貝堀
- 舟津
- 村西
- 堰内

- 村上
- 小櫃
- 広畑
- 岩下
- 太田道西

- 太田道上
- 小櫃西
- 太田道下
- 日ノ岡
- 前田

- 日本一
- 鰌浜
- 小磯
- 中ノ沢
- 鬼沼

### 河川・湖沼
一級水系阿賀野川水系
- 猪苗代湖
  - 鬼沼
  - 舟津川
    - 中川

## 歴史
- 1879年1月27日 - 会津藩領舟津村が福島県内における郡区町村制の施行により安積郡の村となる。
- 1889年4月1日 - 町村制の施行により舟津村が舘村、横沢村、浜路村と合併し安積郡月形村が発足する。旧舟津村域は月形村の大字となる。
- 1955年3月31日 - 月形村が周辺4村との合併により湖南村が発足し、湖南村の大字となる。
- 1965年5月1日 - 湖南村が郡山市、安積郡全町村および田村郡田村町と合併し新たな郡山市が設立され、郡山市の大字となる。

## 世帯数と人口
2024年1月1日現在の世帯数と人口は以下の通りである。
| 大字       | 世帯数  | 人口  |
| ---------- | ------- | ----- |
| 湖南町舟津 | 187世帯 | 380人 |

## 小・中学校の学区
市立小・中学校に通う場合、学区は以下の通りとなる。
| 番地 | 小学校             | 中学校             |
| ---- | ------------------ | ------------------ |
| 全域 | 郡山市立湖南小学校 | 郡山市立湖南中学校 |

## 交通

### 道路
- 福島県道6号郡山湖南線
  - 三森バイパス
    - 三森トンネル
- 福島県道9号猪苗代湖南線
- 福島県道234号舟津福良線
- 福島県道376号湖南湊線

## 施設
- 湖南港
- 郡山北警察署 舟津駐在所
- 郡山市 湖南行政センター 月形連絡所
- 郡山市 湖南浄化センター
- JA福島さくら 湖南東倉庫
- NTT東日本 湖南電話交換所
- 洞雲寺
- 伊勢神社
- 舟津公園
- 江湖村キャンプ場
- 中ノ沢の杉